# NGC 4871
NGC 4871 је лентикуларна галаксија у сазвежђу Береникина коса која се налази на NGC листи објеката дубоког неба.
Деклинација објекта је + 27° 57' 23" а ректасцензија 12h 59m 30,1s. Привидна величина (магнитуда) објекта NGC 4871 износи 14,2 а фотографска магнитуда 15,2. NGC 4871 је још познат и под ознакама MCG 5-31-66, CGCG 160-227, DRCG 27-131, PGC 44606.